# Fontaine de Mehmed Pacha Sokolović

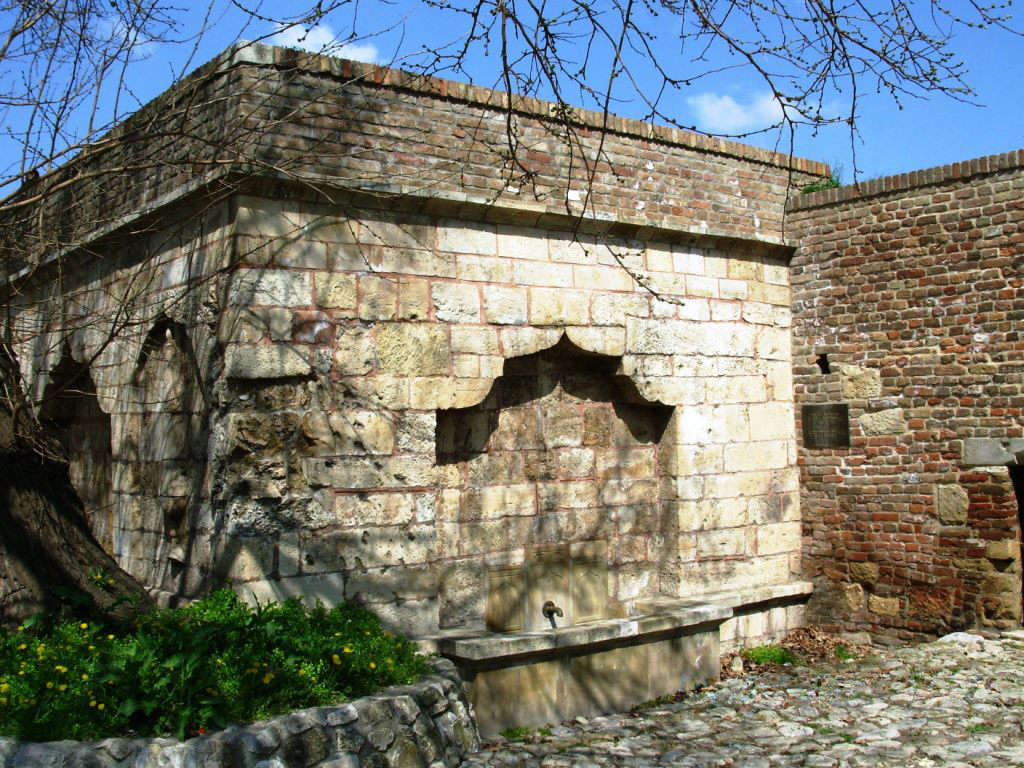
La fontaine de Mehmed Pacha Sokolović en 2011.

La fontaine de Mehmed Pacha Sokolović  se trouve appuyée sur le rempart de nord-est de Gornji grad, dans la tranchée devant la Fortification intérieure de la forteresse de Belgrade. Evliya Çelebi cite que la fontaine a été construite de 1576 à 1577 année pour la vie du célèbre homme d'État de l'Empire ottoman, la grand vizir Mehmed Pacha Sokolović. La position précise de la fontaine apparaît dans les sources cartographiques seulement au XVIIIe siècle. La première représentation provient du plan de la Bibliothèque nationale à Paris, au début de XVIIIe siècle. Sur ce plan, la fontaine est représentée comme un objet rectangulaire avec trois côtés libres.

## Histoire
De nombreuses fontaines de Belgrade avant, seulement cette fontaine turque est restée conservée jusqu'à ce jour, près de la porte de Defterdar, à Gornji grad de la Forteresse de Belgrade. En partageant le sort de la fortification et en suivant ses transformations, conditionnée par les besoins de la défense, cette fontaine est arrivée à ce jour sous une forme modifiée. Parmi les écrivains de voyage européens et turcs des XVIe au XVIIIe siècle, qui avaient l'occasion de visiter Belgrade et la fortification de Gornji grad, seulement Evliya Çelebi mentionne cette fontaine, en 1667 et la localise dans hendek (la tranchée)- l'armure de Narinkala (la fortification centrale). Jusqu'en 1938, la fontaine a été enterrée et ensuite, il a été réalisé des premiers travaux de conservation sur elle.

## Architecture
La fontaine a une base rectangulaire, à l'intérieur de laquelle il se trouve l'intérieur voutée de la forme elliptique, dans lequel il est possible d'entrer par le puits d'accès près de la fontaine. L'extérieur de la fontaine est réalisé de blocs correctement traités de pierre, d'origine calcaire. Sous la forme authentique, toutes les trois façades libres de la fontaine ont été décorativement couvertes et il a été posé sur eux les tuyaux pour l'eau. Dans la partie intérieure, il se trouvait de socle d'une hauteur de 0,7 mètre, tandis que, sur la zone supérieure, à une hauteur de 3,9 mètres, il a été posé une couronne d'un profil semi-circulaire. L'ancienne apparence de la façade au-dessus de cette couronne n'est pas connu. La façade latérale de sud-est sauvegardée de la fontaine est articulée avec une niche, d'une profondeur d'environ 0,35 mètre qui est achevé avec un arc brisé de Sarrasin. La façade d'avant de sud-est, comme la principale est traitée d'une manière la plus représentative. Elle est articulée avec trois niches. La niche centrale est identique à celle sur la façade latérale de sud-est et elle avait une auge de pierre, dont il n'est conservé que la dernière plaque au niveau de la niche. La niche centrale est flanquée avec deux niches plus petites, latérales semi-circulaires, posées au-dessus du socle et décorées avec une représentation stylisée de cyprès.
La fontaine de Mehmed Pacha Sokolović possède des valeurs culturo-historiques et architecturales ainsi représentative, et en même temps, l'un de rares monuments sauvegardés de l'architecture turque à Belgrade.